# Saint Lucia na Mistrzostwach Świata w Lekkoatletyce 2011
Saint Lucia na Mistrzostwach Świata w Lekkoatletyce 2011 była reprezentowana przez 2 zawodników – 1 kobietę i 1 mężczyznę.

## Wyniki reprezentantów Saint Lucia

### Mężczyźni

#### Konkurencje techniczne
| Konkurencja | Zawodnik       | Eliminacje | Eliminacje | Finał    | Finał   |
| Konkurencja | Zawodnik       | Rezultat   | Pozycja    | Rezultat | Pozycja |
| ----------- | -------------- | ---------- | ---------- | -------- | ------- |
| Skok wzwyż  | Darwin Edwards | 2,31 m     | 2 Q        | 2,20 m   | 12      |

### Kobiety

#### Konkurencje techniczne
| Konkurencja | Zawodnik       | Eliminacje | Eliminacje | Finał    | Finał   |
| Konkurencja | Zawodnik       | Rezultat   | Pozycja    | Rezultat | Pozycja |
| ----------- | -------------- | ---------- | ---------- | -------- | ------- |
| Skok wzwyż  | Levern Spencer | 1,92 m     | 13         | NQ       | NQ      |